# Scatophagus
A Scatophagus a sugarasúszójú halak (Actinopterygii) osztályának sügéralakúak (Perciformes) rendjébe, ezen belül az árgushalfélék (Scatophagidae) családjába tartozó nem.

## Nevük
A Scatophagus-fajok mindenfélét megesznek, úgy az algát, mint az ürüléket is; valószínűleg innen ered a tudományos nevük is, mivel a görög „skatos” ürüléket, és a „phagein” evést, evőt jelent.

## Rendszerezés
A nembe 2 recens faj és 1 fosszilis faj tartozik:
- árgushal (Scatophagus argus) (Linnaeus, 1766)
- Scatophagus tetracanthus (Lacépède, 1802)
- †Scatophagus frontalis

## Források

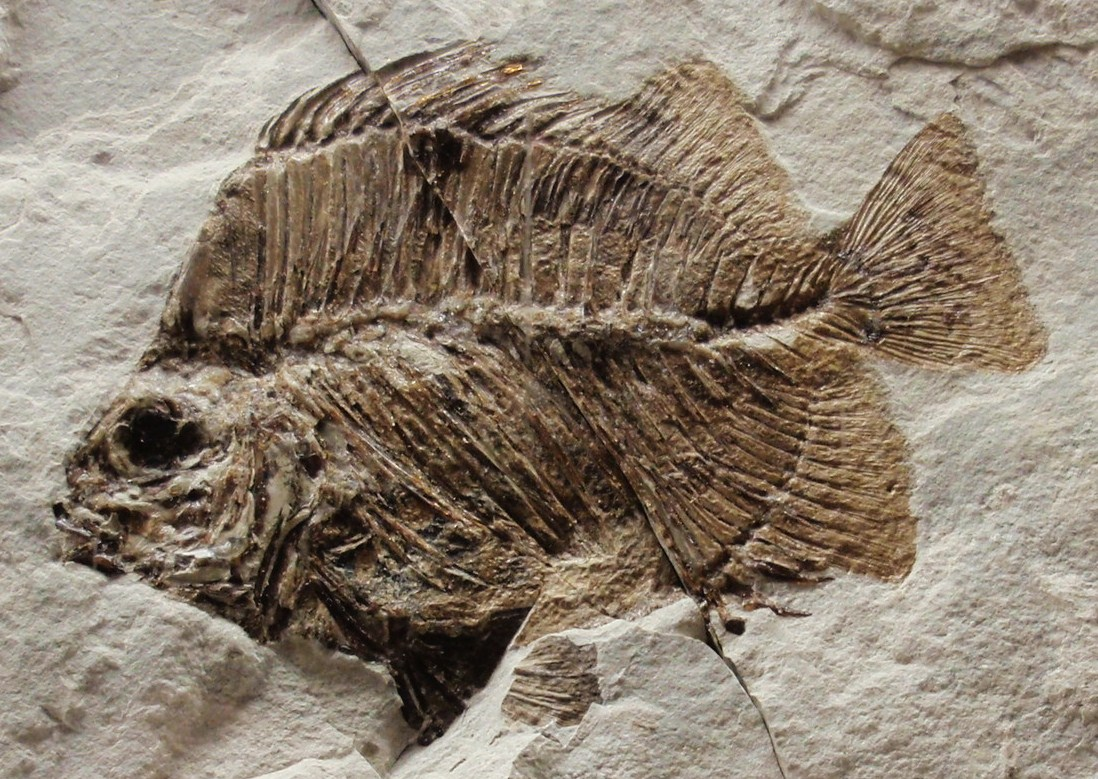
A fosszilis Scatophagus frontalis